# Lara Saint Paul
Silvana Areggasc Savorelli, cunoscută drept Lara Saint Paul, (n. 30 aprilie 1945, Asmara, Etiopia – d. 8 mai 2018, Casalecchio di Reno, Emilia-Romagna, Italia) a fost o cântăreață italiană.